# Portobello Road
Portobello Road è una strada di Londra situata nel quartiere di Notting Hill nella parte occidentale della città.
La via deve la sua celebrità al mercato che vi si tiene quotidianamente e che attira numerosissimi turisti, particolarmente il sabato quando vi prendono parte molti espositori di antiquariato.

## Storia
Portobello Road è una struttura di epoca vittoriana. Prima del 1840-1850 era niente più che una corsia di paese che connetteva la Portobello Farm con Kensal Green, a nord, e quello che è oggi Notting Hill, a sud. Consisteva in gran parte in coltivazioni di fieno, frutteti e altra terra coltivata.
Prima del 1740, Portobello Road era conosciuta con i nomi di Green's Lane o Turnpike Lane ed era un serpeggiante percorso di paese che conduceva da Kensington Gravel Pits, in quella che è ora Notting Hill Gate, fino a Kensal Green, a nord.
Nel 1740 fu costruita nell'area vicino a quella che è ora chiamata Golborne Road la fattoria di Portobello (Portobello Farm). La fattoria doveva il suo nome ad una famosa vittoria ottenuta nella guerra dell'orecchio di Jenkins, quando l'ammiraglio Edward Vernon catturò la città di Puerto Bello (conosciuta ai giorni nostri con il nome di Portobelo), nell'attuale Panama. Il nome Portobello deriva dall’appellativo che Cristoforo Colombo, scopritore della baia panamense al suo quarto viaggio, diede al luogo, apprezzandone la bellezza: “Porto bello”.
Green's Lane divenne così Portobello Road, titolo che ottenne nel 1841. Altra stradina vicina di Portobello Road fu chiamata Vernon Yard nell'onore dell'ammiraglio.
L'area coltivata di Portobello copriva il terreno dove sorge ora il St. Charles Hospital. La fattoria fu poi venduta ad un ordine di monache quando, nel 1864, la zona fu collegata dalla ferrovia. Le monache costruirono il convento di St. Joseph.
La strada prese lentamente forma nella seconda metà del XIX secolo, annidandosi tra le grandi aree residenziali di Notting Hill e Paddington. I suoi negozi e mercati prosperano grazie all'interesse della ricca borghesia della città, ed i suoi residenti di classe operaia trovarono lavoro nell'immediato vicinato come carpentieri, costruttori, manovali, negozianti e altro.
Dopo che, nel 1864, la linea Hammersmith and City Railway venne completata e Ladbroke Grove station aperta, fu terminata anche la parte settentrionale di Portobello Road, fino ad allora ancora adibita alla coltivazione. Al posto dei campi apparvero mattoni e marciapiedi.

## Come appare oggi

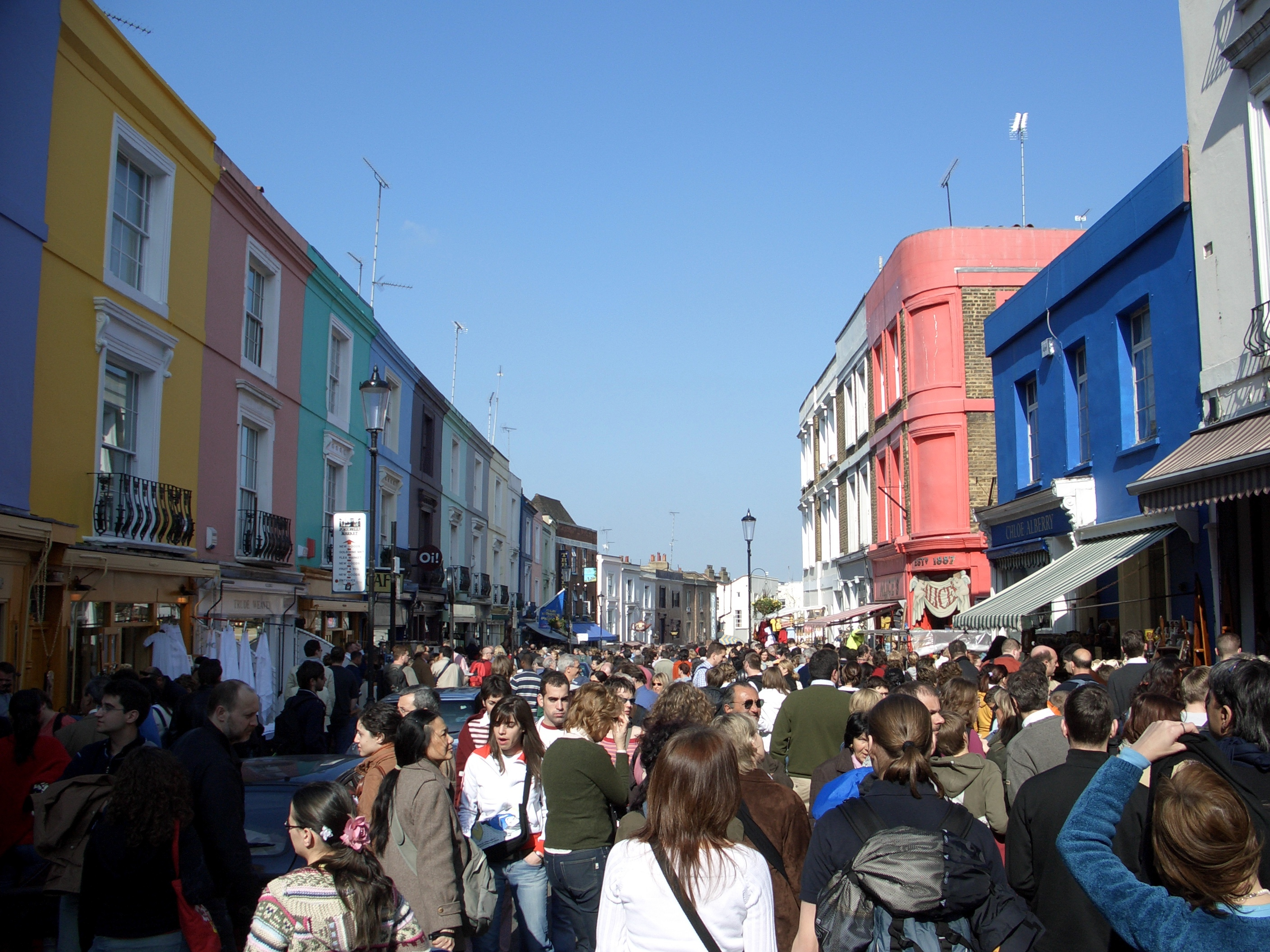
Il mercato di Portobello Road

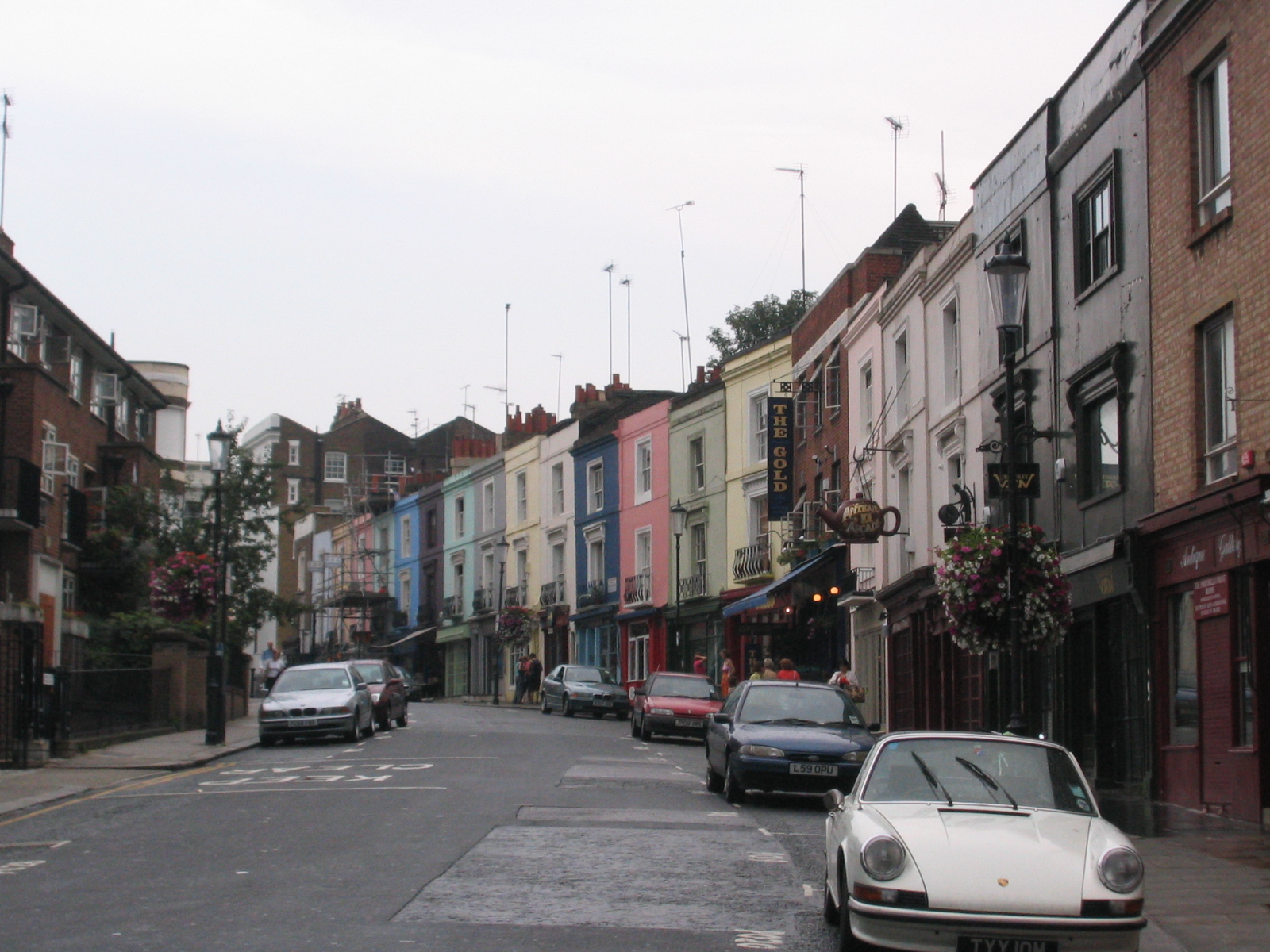
Portobello Road come appare quando non si svolge il mercato

Portobello Road è un luogo interessante per via del suo mercato: la grande varietà di costumi e l'abbondanza di ristoranti e pub la rendono vitale. Gioca grande importanza anche la sua architettura, con la strada che curva con grazia lungo la maggior parte della sua estensione, diversamente dalla conformazione formale dell'area circostante. L'intimità della strada è resa piacevole dall'abbondanza di negozietti e bancarelle e dall'architettura tardo-vittoriana delle case. La campagna degli amici di Portobello tentò di salvare la strada dalla potenziale minaccia di grosse industrie del merchandising sul mercato locale.

## Influenza culturale
- George Orwell visse a Portobello Road nell'inverno del 1927, dopo essersi dimesso dalla carica di Assistente Soprintendente della polizia imperiale della Birmania.
- Portobello Road è stata lo scenario del romanzo di Paulo Coelho La strega di Portobello (2007).
- Famosa è stata anche la canzone Portobello Road presente in Pomi d'ottone e manici di scopa, film Disney del 1971.
- Portobello Road è citata in una canzone del gruppo rock dei Blur, Blue Jeans, dall'album Modern Life Is Rubbish del 1993.
- Dal nome di questa strada è stata tratta la canzone Portobello Belle dei Dire Straits, scritta dal cantante britannico Mark Knopfler.
- La trasmissione Portobello e anche l'omonimo brano che faceva da sigla prendono il nome da questa via.
- Portobello Road costituisce uno dei principali set cinematografici del film Notting Hill.
- Portobello è il titolo di un album del 1973 dei cantautori italiani Loy e Altomare, i quali descrivono, nei testi, lo stile di vita spensierato ed alternativo che si respirava nel quartiere.